# Список умерших в 1098 году
В этой статье представлен список известных людей, умерших в 1098 году.
См. также: Категория:Умершие в 1098 году

## Январь

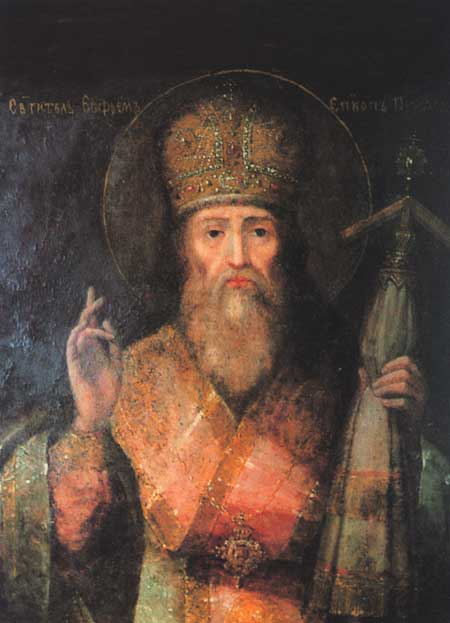
Ефрем Печерский

- 28 января — Ефрем Печерский — епископ Переяславский, святой Русской православной церкви

## Февраль
- 22 февраля — Гуго де Гранмениль — нормандский рыцарь, соратник Вильгельма Завоевателя и один из командующих в битве при Гастингсе, впоследствии — крупный англонормандский барон.

## Март
- 9 марта — Торос Эдесский — князь Эдессы (1092—1098), убит крестоносцами.
- 10 марта — Гита Уэссекская — английская принцесса, дочь последнего правившего англосаксонского короля Гарольда II, жена Владимира Мономаха[1].

## Июнь
- 3 июня —Яги-Сиян — сельджукский полководец, губернатор Антиохии во время Первого крестового похода, убит крестоносцами

## Июль
- 31 июля — Гуго Монтгомери — граф Шрусбери (1094—1098), погиб в битве с норвежцами.

## Август
- 1 августа — Адемар Монтейльский — участник Первого крестового похода, епископ города Ле-Пюи (c 1077), папский легат при крестоносцах, скончался во время похода.
- 24 августа — Альберт I фон Дагсбург — граф Моха (под именем Альберт II) и Дагсбурга.

## Дата неизвестна или требует уточнения
- Бодуэн II де Эно — граф Эно (1071—1098), умер во время Первого крестового похода
- Василий и Феодор Печерские — святые Русской православной церкви, преподобномученики.
- Винаядитья[англ.] — правитель из династии Хойсала (1047—1098)
- Инал-бей — правитель бейлика Иналогуллары.
- Кей-Кавус — персидский писатель и местный правитель Горгана из династии Зияридов, вассал сельджуков.
- Козьма — богемский церковный деятель, католический священник, епископ Пражский (1091—1098).
- Поппо II — маркграф Крайны с 1070 года, маркграф Истрии (1096—1098)
- Рамон IV[англ.] — граф Пальярс-Хусса с 1047 года
- Роберт I де Краон — французский аристократ, сеньор де Краон и сеньор де Сабле из Неверского дома.
- Фёдор Печерский — святой Русской православной церкви, преподобномученик.
- Флайтбертах Уа Флайтбертайг[англ.] — король Коннахта (1092—1098)